# Odynerus percontusus
Odynerus percontusus är en stekelart som beskrevs av Cockerell. Odynerus percontusus ingår i släktet lergetingar, och familjen Eumenidae. Inga underarter finns listade i Catalogue of Life.